# جنگلی‌تباران
جنگلی‌تباران (نام علمی: Hylocereeae) نام یک تبار از زیرخانواده کاکتوس‌واریان است.